# Atyria fumosa
Atyria fumosa là một loài bướm đêm trong họ Geometridae.